# Brasco
Brasco, né le 23 octobre 1982 en Guadeloupe, est un rappeur français. En 1997, il emménage en métropole chez une tante dans la ville de Colombes, Hauts-de-Seine. 

## Biographie
Originaire de Guadeloupe, Brasco emménage dans la métropole en 1997, chez une tante  à Colombes, dans les Hauts-de-Seine. Il vit dans la rue plusieurs mois avant de devenir rappeur et de signer sur le label Bombatak Recordz. Il commence le rap en formant le groupe Apothéose avec deux autres artistes originaires d'Asnières-sur-Seine. Ils publient trois maxis et participent à différentes mixtapes. Brasco connaît ensuite une traversée du désert avant, en 2005, de rencontrer Mark, ex-directeur des programmes à Générations et ex-animateur de l'émission Original Bombattak, fondateur du label Bombattak Records. Le rappeur enregistre le street-CD Bombattak MC's. Il publie par la suite diverses mixtapes et EPs en solo.
Il publie son premier album, Vagabond le 8 septembre 2008. L'album, qui connaît un franc succès, atteint la 19e place des classements musicaux français dans lesquels il y reste pendant dix semaines. Il publie ensuite les clips de quatre chansons issues de l'album : Vagabond, Ma France d'en bas, D'une Blessure à l'autre et 8000 km. Il participe aussi à l'album de Banlieue 13 - Ultimatum avec son tube Et alors ?, publié en 2009.
Brasco publie son premier projet au sein de son propre label discographique O-vnee music, intitulé Kalabrezz Project, le 26 septembre 2011. En septembre 2012, il suit avec l’EP La voix du sous-sol. En 2015, Brasco annonce son retour avec la chanson L'amour ou la raison, accompagnée d'un clip vidéo. La même année, il publie le clip de sa chanson On finira premier, en attendant la sortie de son deuxième album prévu pour fin 2015.

## Discographie

### Apparitions
- 2001 : Pyroman (feat. Brasco) - Anticipation (sur la mixtape Supalight Park de Pyroman)
- 2003 : Adès feat. Brasco & Loko - Pardonnez-moi (sur l'album Âme et conscience d'Adès)
- 2004 : Diomay feat. Brasco, Granit & Seth Gueko - Maintenant ou jamais Remix (sur la mixtape Mwen ka, galsen)
- 2004 : Meven feat. Brasco & Linest - Bracophonik (sur la mixtape Rapaces Vibes de Meven)
- 2005 : Dany Dan & Ol' Kainry feat. Brasco & Nubi - Débrouillard (sur le Street CD de Dany Dan & Ol' Kainry, Dan & Ol)
- 2005 : Seth Gueko feat. Brasco & Loko - Ki a dit ke le rap était dead ? (sur le street CD Barillet plein de Seth Gueko)
- 2006 : Brasco feat. Seth Gueko & Zesau - Toxik Connection (sur la compilation Les chroniques de l'asphalte)
- 2006 : Dany Dan feat. Brasco - Débrouillard Part II (sur l'album Poétiquement correct de Dany Dan)
- 2006 : Nakk feat. Brasco - Jour férié (sur le street CD de Nakk, Street minimum)
- 2006 : Brasco - Ce que j'ai de meilleur (sur la compilation Nochrome All Stars)
- 2006 : Brasco - Venu en paix (sur la compile Nochrome All Stars)
- 2006 : Brasco feat. Al K-Pote, Adès, Seth Gueko, N'Dal, Fis'L & Nakk - Enfant du béton (sur la compilation Nochrome All Stars)
- 2006 : Brasco feat. Adès, Seth Gueko & Nakk - La rue dans le sang (sur la compilation Nochrome All Stars)
- 2006 : Diomay feat. Brasco, Fis'L & Les 9 Zincs - Substances hallucinogènes (sur la mixtape Street crédibilité)
- 2007 : Fis'L & N'Dal feat. Brasco, Nakk, Seth Gueko & Adès - La rue dans le sang (sur la mixtape de Fi'L & N'Dal, Colis piégé)
- 2007 : Unité 2 Feu feat. Brasco & Nakk - Citoyen (sur la mixtape Rap de banlieusard)
- 2007 : El Matador feat. Brasco - Tapage nocturne (sur l'album Parti de rien d'El Matador)
- 2007 : El Matador feat. Brasco - Péril jeune (sur l'album Parti de rien d'El Matador)
- 2007 : Futur Proche feat. Brasco - Libérez ma musique (sur le street CD de Futur Proche, Tristesse personnelle)
- 2007 : Futur Proche feat. Brasco & Nakk - Je voulais te dire (sur le street CD de Futur Proche, Tristesse personnelle)
- 2007 : El Matador feat. Alonzo et Brasco - A armes égales (sur l'album Parti de riend'El Matador)
- 2009 : Brasco - Et alors (sur la B.O. du film Banlieue 13 Ultimatum)
- 2009 : El Matador feat. Brasco - Blah blah blah (sur l'album Au clair du bitume d'El Matador)
- 2009 : El Matador feat. Brasco - J'voulais te dire (sur l'album Au clair du bitume d'El Matador)
- 2009 : Révolution Urbaine feat. Brasco - Instinct de survie (sur l'album L'histoire ne fait que commencer de Révolution Urbaine)
- 2010 : Soprano feat. Brasco & Aketo - G.H.E.T.T.O (sur la compilation Street Lourd Hall Stars 2. Clip)
- 2010 : Brasco - Pousse la Fonte (Dany Synthé à la production, 1er extrait du nouveau projet de Brasco, Kalabrezz Projet. Clip)
- 2010 : SamX feat. Brasco - Le Bitume est Mon Arme (sur l'album De Cause à Effet de SamX. Clip)
- 2011 : Brasco - Reste tranquille (sur la compilation Bombattak MC's)
- 2011 : Still Fresh feat. Brasco - Quand je serai grand (sur l'album Mes Rêves de Still Fresh)
- 2011 : Nesly feat. Brasco - Allez (Remix)
- 2011 : Brasco feat. Tirgo - La patate
- 2012 : Brasco - Squatter
- 2012 : Brasco - Haineux
- 2012 : Brasco - The Life
- 2013 : Seth Gueko feat. Loko & Brasco - Le rap est dead
- 2013 : Brasco - On se voile la face
- 2013 : Brasco - Ras l'bol
- 2013 : Brasco - FMH
- 2013 : Lacrim feat. Brasco - Je danse (sur l'album Népour mourir de Lacrim)
- 2013 : Gregson feat. Brasco - Pas l'temps d'parler
- 2015 : Elegant, Brasco, Tony C & Karl J - Work Out (sur la compilation Black Ink Story)
- 2015 : Brasco - L'Amour ou la Raison
- 2015 : Brasco feat. Twicee & 2L' - On finira premier
- 2015 : El Matador feat. Brasco - Compter Les billets (sur l'album XIII NRV d'El Matador)